# TV Guarany
TV Guarany é uma emissora de televisão Brasileira  sediada em Santarém, cidade do estado do Pará. Opera nos canais 15 VHF analógico e 32 UHF digital, e é afiliada à Record. Foi Fundada em 1998. Integrante, conjuntamente com a Rádio Guarany FM 100,3 do Grupo Guarany de Comunicação.

## História
Às 12h30min do dia 21 de julho de 1998 entrou no ar a TV Guarany, canal 15, retransmissora da Record., que antes o sinal da Record chegava em Santarém pela TV Amazônia, afiliada desde 1992.